# Президентские выборы в Черногории (2023)
Президентские выборы в Черногории состоялись 19 марта 2023 года (первый тур) и 2 апреля (второй тур). Эти выборы стали четвёртыми выборами президента в истории независимой Черногории с 2006 года. На выборах в 2018 году победил Мило Джуканович, который принял решения бороться за второй подряд президентский срок на выборах 2023 года.
По итогам первого тура выборов определились два лидирующих кандидата: действующий президент Мило Джуканович и бывший министр экономики и экономического развития Яков Милатович. Во втором туре победу одержал Яков Милатович, который стал первым кандидатом, избранным на должность президента Черногории и выдвинутым не Демократической партией социалистов Черногории, с момента введения многопартийной системы в 1990 году.

## Предыстория
Предыдущие выборы президента Черногории прошли 15 апреля 2018 года. На этих выборах представитель правящей Демократической партии социалистов Черногории Мило Джуканович в первом туре победил единого кандидата от оппозиции Младена Боянича, поддержанного крупнейшими на тот момент оппозиционными партиями: Демократический фронт, «Демократическая Черногория», Социалистическая народная партия Черногории, «Объединённое реформистское действие» и «Единая Черногория». После опубликования итогов голосования Младен Боянич попытался оспорить результаты в Конституционном суде, отметив многочисленные нарушения на выборах и незаконное функционирование Государственной избирательной комиссии в отсутствие кворума. Однако Конституционный суд отказался рассматривать обвинения Младена Боянича.
30 августа 2020 года в Черногории состоялись парламентские выборы. Относительное большинство голосов получила Демократическая партия социалистов Черногории (ДПСЧ), заняв 30 из 81 мандата в Скупщине, однако этого оказалось недостаточно, чтобы сформировать правительство. Второе, третье и четвёртое места на выборах получили оппозиционные коалиции: «За будущее Черногории» (27 мандатов) на основе просербского Демократического фронта, «Мир — наша нация» (10 мандатов) на основе проевропейской партии «Демократическая Черногория» и гражданская платформа «Чёрным по белому» (4 мандата) на основе зелёно-либеральной партии «Объединённое реформистское действие». 9 сентября 2020 года лидеры оппозиционных блоков договорились о формировании технического правительства, которое должно будет продолжать европейскую интеграцию Черногории, проводить политику по борьбе с коррупцией и экономическими проблемами, добиться деполитизации государственных институтов после 30 лет правления ДПСЧ и изменить вызвавший крупные протесты закон «О свободе вероисповедания и убеждений и правовом положении религиозных общин». При этом участники решили не затрагивать в деятельности правительства такие чувствительные темы, как изменение государственных символов Черногории, в том числе флага, статус членства в Организации Североатлантического договора и отзыв признания Косова, за который прежде выступал Демократический фронт.
23 сентября 2020 года депутаты от трёх коалиций 41 голосом «за» утвердили Здравко Кривокапича, лидера коалиции «За будущее Черногории», премьер-министром, а Алексу Бечича, лидера коалиции «Мир — наша нация», в качестве председателя Скупщины. Впервые с 1990 года к власти в Черногории пришли политические силы, оппозиционные Демократической партии социалистов Черногории. Из-за противоречий внутри нового парламентского большинства и противодействия бывшей правящей партии ДПСЧ, а также президента Мило Джукановича (также представителя ДПСЧ) голосование по утверждению нового правительство прошло только 4 декабря 2020 года, после чего правительство Кривокапича официально приступило к работе. Лидер «Объединённого реформистского действия», третьей по величине партии правящего большинства, Дритан Абазович стал заместителем председателя нового правительства.
29 марта 2021 года министр юстиции Владимир Лепосавич выступил с заявлением, что Международный трибунал по бывшей Югославии, который квалифицировал массовые убийства босняков в Сребренице в 1995 году как геноцид, не был легитимным. После разразившегося скандала Владимир Лепосавич настаивал на том, что он не отрицал геноцид в Сребренице, а выразил своё отношение к МТБЮ. 5 апреля премьер-министр Здравко Кривокапич предложил парламенту уволить Владимира Лепосавича за неуважение к решениям международных институтов и политике правительства Черногории. 16 июня 2021 года Скупщина уволила Владимира Лепосавича 43 голосами оппозиционных партий и «Объединённого реформистского действия» – наименьшей по числу голосов партии из правящего большинства. Два другие блока из правящей коалиции проголосовали против увольнения министра. В тот же день Скупщина приняла закон, признающий массовые убийства в Сребренице геноцидом и запрещающий публичное отрицание факта геноцида в Сребренице. За закон проголосовали 55 депутатов от оппозиционных партий и два блока из трёх в правящей коалиции: «Мир — наша нация» и гражданская платформа «Чёрным по белому» (состоящая из партии «Объединённое реформистское действие»). Крупнейший по числу голосов в правящей коалиции блок «За будущее Черногории» назвал этот закон провокацией против черногорских сербов. Главная политическая сила в этом блоке Демократический фронт заявил о прекращении поддержки Здравко Кривокапича после того, как он воспользовался поддержкой ДСПЧ для увольнения министра своего правительства. Парламент практически оказался парализован, поскольку без поддержки Демократического фронта правящему большинству не хватало голосов для принятия законов. Для разрешения политического кризиса Демократический фронт предложил заменить министров-технократов в правительстве на номинированных партиями «политических» министров. Это предложение не нашло поддержки в правящей  коалиции и у премьер-министра Здравко Кривокапича.
17 января 2022 года Дритан Абазович раскритиковал правительство Кривокапича, которое, по его мнению, оказалось неспособно разблокировать работу парламента, провести необходимые реформы, привлечь инвестиции и обеспечить продолжение европейской интеграции. Дритан Абазович выступил за создание нового правительства меньшинства, в которое будут входить все партии, кроме двух, набравших наибольшее число голосов на прошлых выборах: ДПСЧ и Демократического фронта. По плану Абазовича, целью этого правительства должна стать подготовка к досрочным выборам в Скупщину, чтобы преодолеть сложившийся политический кризис. Партия Абазовича «Объединённое реформистское действие» предложила провести голосование о доверии действовавшему правительству Кривокапича. В ответ Здравко Кривокапич поставил перед Скупщиной вопрос об отставке Дритана Абазовича с должности заместителя премьер-министра.
3 февраля 2022 года парламент отказался поддержать отставку Дритана Абазовича с должности заместителя премьер-министра. Только 20 из 81 депутата поддержали включение этого вопроса в повестку дня. На следующий день 4 февраля Скупщина рассматривала вопрос о вотуме недоверия правительству Кривокапича и о сокращении своего срока для проведения досрочных выборов. Вотум недоверия был поддержан 43 депутатами от «Объединённого реформистского действия» и оппозиции, включая ДСПЧ. Два крупнейших блока правящей коалиции «За будущее Черногории» и «Мир — наша нация» отказались поддержать вотум недоверия. В итоге правительство Кривокапича  было отправлено в отставку. Предложение о сокращении срока полномочий Скупщины не было поддержано. 7 февраля Скупщина 43 голосами отправила в отставку Алексу Бечича, лидера коалиции «Мир — наша нация», с должности председателя Скупщины.
Дритан Абазович приступил к переговорам о создании нового правительства, целью которого он назвал создание условий для проведения заслуживающих доверие досрочных парламентских выборов в течение года. Заручившись поддержкой своей партии «Объединённое реформистское действие», Социалистической народной партии  из коалиции «За будущее Черногории» и бывших оппозиционных партий: ДСПЧ, Социал-демократической партии Черногории, Боснякской партии и двух албанский партий «Албанский список» и «Албанская коалиция», Дритан Абазович был предложен президентом Мило Джукановичем на должность премьер-министра 2 марта 2022 года. 28 апреля Правительство Абазовича было утверждено 45 голосами депутатов Скупщины. Ранее в этот же день был избран новый председатель Скупщины. Им стала представитель Социалистической народной партии Черногории Даниэла Джурович. Блоки прошлой правящей коалиции «За будущее Черногории» (кроме Социалистической народной партии) и «Мир — наша нация» выступили против нового правительства, обвинив Дритана Абазовича и «Объединённое реформистское действие», полагавшихся при утверждении нового правительства на голоса депутатов от ДСПЧ, в предательстве избирателей, голосовавших на парламентских выборах против ДСПЧ.
Летом 2022 года новое правительство занималось подготовкой договора об урегулировании отношений с Сербской православной церковью. Отмечается, что ранее основополагающие договоры об отношениях государства с религиозными организациями были подписаны с Католической церковью (в 2011 году), мусульманским и иудейским сообществами (в 2012 году), но не с крупнейшей по численности верующих Сербской православной церковью из-за разногласий по поводу неканонической Черногорской православной церкви. 3 августа 2022 года премьер-министр Дритан Абазович и предстоятель Сербской православной церкви Порфирий подписали основополагающее соглашение, устанавливающее статус, права собственности и обязанности Сербской православной церкви как религиозной организации Черногории. Соглашение было положительно воспринято просербски настроенными политическими силами, такими как Социалистическая народная партия Черногории, Демократический фронт и «Истинная Черногория». Однако участники правящей коалиции ДСПЧ и Социал-демократическая партия Черногории выступили резко против соглашения как угрожающего национальной идентичности и принятого без широкого обсуждения и консенсуса в парламенте и обществе, а также потребовали провести голосование о вотуме недоверия правительству Абазовича. 19 августа Скупщина 50 голосами поддержала вотум недоверия. Правительство Абазовича было отправлено в отставку, однако продолжило исполнять обязанности до формирования нового кабинета.
В сентябре 2022 года блоки, поддерживавшие правительство правительство Кривокапича после парламентских выборов 2020 года, вновь согласились сформировать правящую коалицию. Вместе блоки «За будущее Черногории», «Мир — наша нация» и партия «Объединённое реформистское действие» по-прежнему могли рассчитывать на поддержку 41 депутата из 81 в Скупщине. 19 сентября 2022 года за несколько часов до предусмотренного законом последнего срока, отведённого на определение кандидатуры премьер-министра после отставки прежнего правительства, коалиция выдвинула Миодрага Лекича на должность премьер-министра. Миодраг Лекич - депутат Скупщины от блока «Мир — наша нация», участник президентских выборов 2013 года, где занял второе место.
Согласно закону после определения кандидатуры премьер-министра, депутаты обязаны представить президенту формальное предложение, подписанное не менее чем 41 депутатом, после чего президент обязан доверить кандидату формирование правительства. Однако участники коалиции не успели собрать подписи 41 депутата до официального последнего срока, что дало возможность президенту не доверять формирование правительства Миодрагу Лекичу, а потребовать роспуска парламента и проведения досрочных выборов в течение 90 дней. 20 сентября правящая коалиция подтвердила поддержку кандидатуры Миодрага Лекича, приложив требуемую 41 подпись депутатов. 21 сентября президент Мило Джуканович указал на то, что правящее большинство не смогло соблюсти оговорённые законом сроки, поэтому теперь обязано сократить срок полномочий парламента, и пригрозил распустить Скупщину президентским указом, если парламент сам не сможет назначить досрочные выборы. В ответ 22 сентября правящая коалиция приняла инициативу об отстранении президента от должности в связи с нарушением им статьи 95 конституции Черногории, обязывающей президента предоставить кандидату, поддержанному парламентским большинством, право на формирование правительства. Согласно закону далее инициатива парламента должна быть передана в Конституционный суд, который должен определить, действительно ли президент нарушил конституцию. Однако в сентябре 2022 года Конституционный суд Черногории оказался недееспособным в связи с отсутствием кворума: после нескольких отставок в суде продолжали работать только три из семи судей. Парламент не смог договориться о новых кандидатурах на должности судей Конституционного суда, для назначения которых требуется большинство голосов не менее 60 % (48 голосов). По этой причине парламентская инициатива об отставке президента осталась без рассмотрения в суде вплоть до следующих президентских выборов в марте 2023 года.
2 ноября 2022 года парламент 41 голосом «за» принял поправки к Закону о президенте, которые позволяют парламенту поручить формирование правительства кандидату на должность премьер-министра, если президент необоснованно не стал этого делать. Президент Мило Джуканович назвал принятые поправки, антиконституционными, однако из-за отсутствия кворума Конституционный суд не смог проверить эти обвинения. Мило Джуканович отказался подписывать поправки к Закону о президенте и запросил Венецианскую комиссию рассмотреть конституционность изменений. Венецианская комиссия отметила, что предлагаемые поправки не только разъясняют положения конституции, но и дополняют их, поэтому они должны приниматься квалифицированным большинством как конституционный закон, а не абсолютным большинством как обычный закон. Несмотря на это, парламент во второй раз принял поправки к Закону о президенте абсолютным большинством в 41 голос из 81 депутата 12 декабря 2022 года, после чего они вступили в силу, поскольку согласно конституции президент не может второй раз вернуть закон в Скупщину. Однако члены правящей коалиции не смогли договориться о составе нового кабинета, поэтому к президентским выборам 2023 года страна подошла с исполняющим обязанности правительством Дритана Абазовича.
23 октября 2022 года в 14 из 25 общин Черногории прошли местные выборы. В десяти из четырнадцати общин, включая столицу Подгорицу, победу одержали оппозиционные ДПСЧ партии, сформировавшие правящую коалицию после парламентских выборов 2020 года, а также движение «Европа сейчас!», основанное в сентябре 2022 года бывшими министрами правительства Здравко Кривокапича Милойко Спаичем и Яковом Милатовичем. После местных выборов в ряде общин участники попытались оспорить результаты в суде, дойдя в итоге до Конституционного суда. Из-за отсутствия кворума Конституционный суд не смог рассмотреть жалобы на результаты местных выборов, поэтому в нескольких общинах итоги так и не были подведены на конец 2022 года, например, в Подгорице, Плаве, Плевле и Шавнике. В указанных общинах проживает одна треть избирателей Черногории. Состав избирательных администраций в этих общинах на президентских выборах, формируемый согласно закону местными законодательными собраниями, не будет отражать результаты местных выборов 2022 года.
27 февраля 2023 года между парламентскими партиями было достигнуто соглашение, в результате чего Скупщина 77 голосами назначила трёх судей Конституционного суда, разблокировав его работу.

## Избирательная система
Президента Черногории избирают всенародным голосованием на пятилетний срок. Один человек может занимать пост президента не больше двух сроков, при этом сроки отсчитываются после провозглашения независимости Черногории в 2006 году. Для победы в первом туре необходимо набрать больше половины действительных голосов. В противном случае через две недели после первого тура проводится второй тур между кандидатами, набравшими наибольшее количество голосов в первом туре.
Все граждане старше 18 лет, имевшие постоянное место жительства в Черногории в течение 24 месяцев перед выборами, имеют право участвовать в голосовании. В ноябре 2020 года Конституционный суд Черногории отменил положение закона о выборах, лишавшее избирательных прав граждан с умственными и психосоциальными нарушениями. На январь 2023 года в реестре избирателей зарегистрированы 534.175 человек из 639.123 граждан, достигших 18 лет. За составление и внесение изменений в реестр избирателей отвечает Министерство внутренних дел и государственной администрации Черногории. Граждане вправе проверить свои данные, представленные в реестре избирателей, на специальном веб-сайте или в муниципальных отделениях Министерства внутренних дел. Кандидатами на президентских выборах могут быть все граждане, имеющие право голоса и постоянно проживающие в Черногории не менее 10 лет за последние 15 лет. Кандидатов могут выдвигать политические партии, коалиции или группы избирателей. Всем кандидатам необходимо собрать подписи избирателей в количестве 1,5 % от общего числа избирателей (8101 на выборах 2023 года), причём избиратель может поставить подпись в поддержку только одного кандидата. Выдвижения кандидатов возможно до 27 февраля 2023 года за 20 дней до выборов.
Избирательная администрация разделена на три уровня: Государственную избирательную комиссию (ГИК), 25 муниципальных избирательных комиссий (МИК) и более 1200 участковых избирательных комиссий (УИК). ГИК и МИК – это постоянные органы, назначаемые на четыре года, УИК формируются перед каждыми выборами. ГИК состоит из председателя и десяти постоянных членов, а также назначаемых представителей каждого кандидата. Председатель ГИК избирается Скупщиной в рамках открытой конкурентной процедуры. Четыре члена ГИК предлагаются парламентским большинством, четыре парламентской оппозицией, один от политической силы национального меньшинства, набравшей наибольшее количество голосов среди других подобных объединений на предыдущих парламентских выборах, и ещё один от гражданского общества или академического сообщества. МИК состоят из председателя и четырёх постоянных членов, назначаемых соответствующим муниципальным собранием. УИК формируются как минимум за 10 дней до дня голосования и состоят из председателя и четырёх членов, предлагаемых партиями, представленными в муниципальном собрании. Правящая коалиция и оппозиция в муниципальном собрании назначают по два представителя в УИК, а должности председателей УИК распределяются между правящей коалицией и оппозицией пропорционально имеющимся у них мандатам в муниципальном собрании. Кандидаты на должность президента имеют право назначать своих представителей с полным правом голоса в ГИК и МИК за 20 дней до дня выборов и в УИК за 5 дней до дня голосования.

## Кампания

### Первый тур
В бывшей правящей Демократической партии социалистов Черногории рассматривались три возможные кандидатуры для участия в президентских выборах: действующий президент Мило Джуканович, бывший премьер-министр Душко Маркович и мэр Подгорицы Иван Вукович. При этом президентские выборы проходили на фоне падения популярности ДПСЧ и ряда электоральных поражений на парламентских и местных выборах в 2020, 2021 и 2022 годах. Так, на выборах в Подгорице 2022 года ДПСЧ потеряла контроль над городским законодательным собранием впервые с 1990-х годов. По этим причинам предстоящие президентские выборы считались наиболее неопределёнными со времён формирования черногорской независимости в 2006 году.
Партия «Социал-демократы Черногории» и Либеральная партия Черногории, традиционные союзники ДПСЧ по так называемому суверенистическому блоку, были готовы без дополнительных условий поддержать кандидата от ДПСЧ. Социал-демократическая партия Черногории изначально пыталась договориться о единой кандидатуре с суверенистическим блоком, настаивая на нескомпрометированном независимом кандидате, например, Милице Пеянович-Джуришич, представительнице Черногории в ООН и бывшем министре обороны. Однако стороны не пришли к соглашению, поэтому Социал-демократическая партия Черногории выдвинула кандидатом своего председателя Драгиню Вуксанович, которая участвовала в президентских выборах от этой партии в 2018 году.
Социалистическая народная партия Черногории (СНПЧ), поддерживавшая правительства Здравко Кривокапича и действующего премьер-министра Дритана Абазовича, изначально предложила выдвинуть лидера Демократического союза и оппозиционного кандидата на выборах 2013 года Миодрага Лекича в качестве единого кандидата от правящей парламентской коалиции, однако другие партии отказались. В конце января 2022 года один из участников правящей коалиции, просербский Демократический фронт номинировал одного из своих руководителей Андрию Мандича, который был оппозиционным кандидатом на выборах в 2008 году. СНПЧ поддержала этот выбор и кандидатуру Андрия Мандича. Партия «Демократическая Черногория», другой участник правящей коалиции, сначала предложила выдвинуть общего кандидата от так называемого центристского блока совместно с «Объединённым реформистским действием» и движением «Европа сейчас!», но в итоге остановилась на своём лидере, бывшем председателе Скупщины Алексе Бечиче. Премьер-министр Дритана Абазовича и его партия «Объединённое реформистское действие» отказались номинировать собственного кандидата, поддержав на выборах Алексу Бечича.
Движение «Европа сейчас!» изначально выдвинула своего председателя, бывшего министра финансов Милойко Спаича. Однако его кандидатура была отклонена Государственной избирательной комиссией (ГИК), состоящей в основном из представителей двух крупнейших партий: ДПСЧ и Демократического фронта, — по подозрению в обладании сербским гражданством. Избирательный закон запрещает людям, имеющим двойное гражданство, баллотироваться на должность президента. Дисквалификация Спаича была проведена быстро до окончания проверки, начатой министерством внутренних дел. Милойко Спаич заявил, что во время подачи заявки на регистрацию у него было только одно гражданство, так как он ранее официально отказался от гражданства Сербии. Партия «Европа сейчас!» и некоторые неправительственные организации охарактеризовали решение ГИК как превышение полномочий, попытку иностранного вмешательства и использование избирательного органа двумя основными парламентскими партиями (ДПСЧ и Демократическим фронтом) в своих интересах. Дополнительно отмечалась избирательность ГИК, которая не стала проверять гражданство других кандидатов, включая кандидата от Демократического фронта Андрии Мандича, который ранее публично заявлял о владении сербским гражданством. В целом аналитики указали, что кандидат от движения «Европа сейчас!» стал объектом негативной кампании в СМИ, близких к крупнейшим черногорским и сербским националистическим объединениям (ДПСЧ и Демократический фронт соответственно). Впоследствии движение «Европа сейчас!» выдвинула кандидатом на должность президента заместителя председателя Якова Милатовича.
Поскольку Джуканович и Милатович рассчитывали на проевропейский электорат, разделение между ними проходило по вопросу преимущества наличия политического опыта против достоинств независимых экспертов без связей с текущим политическим классом. Мило Джуканович заявил, что эти выборы решат, станет ли Черногория современным европейским государством или будет обслуживать интересы других стран, подчёркивая свою роль в создании независимой Черногории и движении страны в Европейский союз и Организацию Североатлантического договора. Джуканович также пытался сформировать представление о том, что без него политическая жизнь Черногории погрузится в хаос, ссылаясь на неудачу партий, отнявших большинство у ДПСЧ на парламентских выборах в 2020 году, в формировании устойчивой и эффективной исполнительной власти. Яков Милатович отмечал, что время дать дорогу профессионалам, не связанным с политическими элитами. Пытаясь отойти от вопросов идентичности, долго доминировавших в политике страны, Милатович делал упор на экономические реформы, а также на борьбу с коррупцией, причину которой он видел в тридцатилетнем правлении Мило Джукановича и ДПСЧ. Кандидат от просербского Демократического фронта Андрия Мандич соглашался с тезисом о коррумпированности институтов, находящихся под контролем ДПСЧ, но считал, что победу над Джукановичем может одержать только такой же опытный в политике государственный деятель. При этом если ранее Мандич был известен жёсткой сербско-националистической позицией, выступал за единое государство с Сербией и против евроатлантической интеграции Черногории, то перед выборами 2023 года он стал агитировать за более умеренную повестку, не отвергая интеграцию Черногории в Европейский союз и выступая за всеобщее примирение различных народов и общественных групп страны ради будущего Черногории. Алекса Бечич от проевропейской партии «Демократическая Черногория» отталкивался от центристских позиций, утверждая, что интересы Черногории должны быть важнее интересов партий и кандидатов.

### Кандидаты
Порядковый номер кандидатов в бюллетене определён жеребьёвкой 4 марта 2022 года.
| № | Кандидат           | Партия                                        | Информация о кандидате |
| - | ------------------ | --------------------------------------------- | --- |
| 1 | Мило Джуканович    | Демократическая партия социалистов Черногории | Действующий президент (1997—2001; 2018—2023), бывший премьер-министр (1990—1997; 2001—2006; 2008—2010; 2012—2016), лидер Демократической партии социалистов Черногории с 1998. Намерение баллотироваться объявлено 24 февраля, документы поданы 25 февраля 2023 года. Поддержан партией «Социал-демократы Черногории», Либеральной партией Черногории, партией хорватского меньшинства «Хорватская гражданская инициатива», Боснякской партией, Демократической партией, представляющей интересы албанского меньшинства, Демократическим союзом албанцев и партией «Новые левые».    |
| 2 | Яков Милатович     | Европа сейчас!                                | Экономист, бывший министр экономики в правительстве Здравко Кривокапича (2020—2022), избранный мэр Подгорицы с 2022 года, сооснователь и заместитель руководителя движения «Европа сейчас!». Намерение баллотироваться объявлено 23 февраля, документы поданы 26 февраля 2023 года. Поддержан Христианско-демократическим движением, гражданским союзом «Цивис», Партией правды и примирения, представляющей интересы боснякского меньшинства, Югославской коммунистической партией Черногории, снявшим кандидатуру Деяном Вукшичем и бывшим премьер-министром Здравко Кривокапичем. |
| 3 | Андрия Мандич      | Демократический фронт                         | Депутат Скупщины (2001—2020; с 2022), член правления коалиции «Демократический фронт», лидер партии «Новая сербская демократия». Участвовал в президентских выборах 2008 года, где занял второе место. Намерение баллотироваться объявлено 28 января, документы поданы 3 февраля 2023 года. Поддержан партией «Истинная Черногория» и Социалистической народной партией Черногории. |
| 4 | Йован Радулович    | Независимый кандидат                          | Интернет-знаменитость, комик, создатель интернет-контента из Подгорицы, Намерение баллотироваться объявлено 26 февраля, Зарегистрирован 3 марта 2023 года. Выдвинут группой избирателей. |
| 5 | Горан Данилович    | Единая Черногория                             | Бывший депутат Скупщины (2006—2016; 2016—2020), бывший министр внутренних дел во временном кабинете, созданном перед выборами 2016 года, основатель партии «Единая Черногория». Намерение баллотироваться объявлено 28 января, документы поданы 20 февраля 2023 года. |
| 6 | Алекса Бечич       | Демократическая Черногория                    | Депутат Скупщины c 2016 года, бывший председатель Скупщины (2020—2022), основатель партии «Демократическая Черногория» и коалиции «Мир – наша нация». Намерение баллотироваться объявлено 24 февраля, документы поданы 26 февраля 2023 года. Поддержан партией «Объединённое реформистское действие» и действующим премьер-министром Дританом Абазовичем. |
| 7 | Драгиня Вуксанович | Социал-демократическая партия Черногории      | Депутат Скупщины c 2012 года, профессор права, бывший лидер Социал-демократической партии Черногории 2019—2021. Участвовала в президентских выборах 2018 года, где заняла третье место. Намерение баллотироваться объявлено 9 февраля, документы поданы 22 февраля 2023 года. Поддержана партией албанского меньшинства «Новая демократическая сила» и партией «Новые левые». |

### Дебаты
| 9 марта  | RTCG            | П  | П  | П | О  | П  | П  | П  |
| 16 марта | RTCG (отменены) | О. | О  | О | О  | О  | О  | О  |
| 16 марта | Прва            | П  | НП | П | НП | НП | НП | НП |
| 17 марта | Вести           | О  | П  | П | О  | П  | П  | П  |

#### Комментарии
1. 1 2  Поддержала одновременно Вуксанович и Джукановича
2. 1 2  Джуканович и Мандич решили вместо участия в мероприятии, организуемом национальной телерадиовещательной компанией, провести дебаты друг с другом на частном канале «Прва[англ.]», близком к Демократическому фронту[103] Другие кандидаты также отказались от участия после решения Джукановича и Мандича[104]
3. ↑  Не приглашён

### Второй тур
Во второй тур вышли действующий президент Мило Джуканович и бывший министр экономики Яков Милатович. Выбывшие кандидаты, занявший третье, четвёртое и шестое места, Андрия Мандич, Алекса Бечич и Горан Данилович призвали сторонников во втором туре голосовать за Якова Милатовича. Андрия Мандич и Алекса Бечич вскоре после первого тура разместили на своих предвыборных рекламных щитах призывы поддержать Милатовича. Йован Радулович, занявший последнее место в первом туре, – единственный из выбывших кандидатов, высказавшийся в поддержку Мило Джукановича. Драгиня Вуксанович после ухудшения результата по сравнению с выборами 2018 года (3.15 % в 2023 году против 8.20 % в 2018 году) заявила об уходе из политики. Выдвинувшая её Социал-демократическая партия Черногории призвала сторонников голосовать за Джукановича, поскольку, по мнению руководящих органов партии, Яков Милатович представляет угрозу европейской интеграции Черногории как политик, находящийся под влиянием Сербии и Сербской православной церкви.
В поддержку действующего президента Мило Джукановича выступили традиционные союзники Либеральная партия Черногории и партия «Социал-демократы Черногории», а также партии, представляющие интересы национальных меньшинств: Боснякская партия, «Хорватская гражданская инициатива», Демократическая партия, представляющая интересы албанского меньшинства, и Демократический союз албанцев. При этом Партия правды и примирения (бывший Боснякский демократический союз Санджака) и партия «Албанская альтернатива» поддержали Якова Милатовича. Кроме того, за Милатовича выступили бывший премьер-министр Здравко Кривокапич, в правительстве которого Яков Милатович был министром; действующий премьер-министр Дритан Абазович, а также бывший в 2013 году кандидат на должность президента Миодраг Лекич, пытавшийся с сентября 2022 года по поручению Скупщины сформировать новое правительство взамен получившего вотум недоверия правительства Абазовича.
31 марта в последний день предвыборной кампании перед вторым туром Сербская православная церковь в Черногории на официальном сайте опубликовала заявление, в котором утверждалось, что действующий президент проводит откровенную антицерковную кампанию, и содержался призыв к верующим прийти на участки, чтобы показать, что такая политика уже преодолена.
Оба кандидата, вышедшие во второй тур, декларировали приверженность европейской интеграции Черногории и намерение добиться устойчивого экономического роста. Для того чтобы выделиться на фоне оппонента, кандидаты прибегали к отрицательной кампании против имиджа друг друга. Яков Милатович делал акцент на результатах тридцатилетнего правления ДПСЧ, которое, по его мнению, было охарактеризовано расцветом коррупции и организованной преступности, а также намеренным разделением общества на противоборствующие группы. Мило Джуканович обвинял Милатовича в антиевропейской деятельности в интересах Сербии и Сербской православной церкви, популизме при реализации программы экономических реформ в правительстве Кривокапича, которая привела к росту государственного долга, и неспособности оппозиции сформировать стабильные органы власти для привлечения инвестиций.
Ключевым фактором, который мог определить победителя выборов, было участие диаспоры, проживающей в других странах, в голосовании. Согласно закону голосование на выборах не организуется за рубежом, кроме того, для включения в список избирателей гражданам Черногории необходимо постоянно проживать на территории страны в течение последних 24 месяцев до дня выборов. Однако закон не предусматривает чётких критериев для лишения статуса постоянно проживающего в Черногории и исключения из списка избирателей. По этой причине существует практика, когда избиратели, проживающие за рубежом, приезжают в Черногорию, чтобы участвовать в голосовании. По оценке международных наблюдателей БДИПЧ ОБСЕ, ПАСЕ и Европейского парламента, эта практика не была распространённой при голосовании в первом туре, но могла широко применяться во втором: до 15 тысяч избирателей могли прибыть для голосования во втором туре из-за рубежа. В СМИ отмечалось, что действующий президент Мило Джуканович рассчитывал одержать победу на выборах, опираясь в том числе на голоса граждан из диаспоры. После подведения итогов первого тура Мило Джуканович заявил, что на следующем этапе голосования ожидает не меньше сорока тысяч новых голосов за счёт национальных меньшинств и представителей диаспоры, включённых в список избирателей, но не проголосовавших в первом туре. В конце марта 2023 года в Ганновере Мило Джуканович вместе с лидером Боснякской партии Эрвином Ибрагимовичем встретились с организациями, представляющими диаспоры в Германии и Люксембурге, призывая их принять участие во втором туре выборов. Кроме того, оба политика разослали письма в сообщества черногорцев за рубежом. В СМИ также сообщалось о планируемом организованном подвозе избирателей из других стран к избирательным участкам.
Дебаты между двумя кандидатами состоялись 31 марта за два дня до даты голосования 2 апреля на площадке государственной компании по радио и телевидению Черногории (RTCG).

## Результаты
| Кандидат                               | Кандидат                | Партия                                        | 1 тур   | 1 тур  | 2 тур   | 2 тур  |
| Кандидат                               | Кандидат                | Партия                                        | Голосов | %      | Голосов | %      |
| -------------------------------------- | ----------------------- | --------------------------------------------- | ------- | ------ | ------- | ------ |
|                                        | Яков Милатович          | Европа сейчас!                                | 97 867  | 28,92  | 221 592 | 58,88  |
|                                        | Мило Джуканович         | Демократическая партия социалистов Черногории | 119 685 | 35,37  | 154 769 | 41,12  |
|                                        | Андрия Мандич           | Демократический фронт                         | 65 394  | 19,32  |         |        |
|                                        | Алекса Бечич            | Демократическая Черногория                    | 37 563  | 11,10  |         |        |
|                                        | Драгиня Вуксанович      | Социал-демократическая партия Черногории      | 10 669  | 3,15   |         |        |
|                                        | Горан Данилович         | Единая Черногория                             | 4 659   | 1,38   |         |        |
|                                        | Йован Радулович         | Независимый кандидат                          | 2 574   | 0,76   |         |        |
| Всего                                  | Всего                   | Всего                                         | 338 411 | 100,00 | 376 361 | 100,00 |
|                                        |                         |                                               |         |        |         |        |
| Действительные голоса                  | Действительные голоса   | Действительные голоса                         | 338 411 | 99,07  | 376 361 | 98,97  |
| Недействительные голоса                | Недействительные голоса | Недействительные голоса                       | 3 169   | 0,93   | 3 920   | 1,03   |
| Всего голосов                          | Всего голосов           | Всего голосов                                 | 341 582 | 100,00 | 380 281 | 100,00 |
| Всего избирателей/явка                 | Всего избирателей/явка  | Всего избирателей/явка                        | 542 143 | 63,00  | 542 154 | 70,14  |
| Источник: Окончательные результаты ГИК |                         |                                               |         |        |         |        |

Во второй тур вышли Мило Джуканович и Яков Милатович. Во втором туре, прошедшем 2 апреля 2023 года, победу одержал Яков Милатович.